# Episodi di Lo que el tiempo nos dejó
La prima stagione della serie televisiva Lo que el tiempo nos dejó è stata trasmessa in Argentina dal 1º settembre 2010 al 6 ottobre 2010.
| nº | Titolo                             | Prima TV Originale |
| -- | ---------------------------------- | ------------------ |
| 1  | Mi mensaje                         | 1º settembre 2010  |
| 2  | La ley primera                     | settembre 2010     |
| 3  | La caza del ángel                  | settembre 2010     |
| 4  | Te quiero                          | 29 settembre 2010  |
| 5  | Los niños que escriben en el cielo | 2010               |
| 6  | Un mundo mejor                     | 6 ottobre 2010     |

## Mi mensaje
- Diretto da: Adrián Caetano
- Scritto da: Marcela Guerty
- Rating: 19.4%[1]

### Trama
In questo episodio partecipano: Laura Novoa, Vanesa González, Alejandro Awada, Graciela Tenenbaum, Esteban Meloni, María Onetto e Mex Urtizberea.

## La ley primera
- Diretto da: Luis Ortega
- Scritto da: Patricio Vega
- Rating: 14.2%[2]

### Trama
In questo episodio partecipano: Luciano Castro, Nahuel Pérez Biscayart, Luis Machín, Sofía Gala Castiglione, Martín Slipak, Martina Gusmán, Manuel Callau e Luis Ziembrowski.

## La caza del ángel
- Diretto da: Adrián Caetano
- Scritto da: Mario Segade
- Rating: 10.8%[2]

### Trama
In questo episodio partecipano: Cecilia Roth, Mike Amigorena, Alejandra Flechner, Jorge Suárez, Verónica Llinás, Lidia Catalano, Gonzalo Urtizberea e Antonio Gasalla.

## Te quiero
- Diretto da: Adrián Caetano
- Scritto da: Silvina Frejdkes
- Rating: 12.2%[2]

### Trama
In questo episodio partecipano: Julieta Díaz, Leonardo Sbaraglia, Tina Serrano, Daniela Herrero, Ana Celentano, Hilda Bernard, Damián de Santo e Cecilia Dopazo.

## Los niños que escriben en el cielo
- Diretto da: Adrián Caetano
- Scritto da: Patricio Vega
- Rating: 13.5%[2]

### Trama
In questo episodio partecipano: Fabián Vena, Julieta Ortega, Carlos Belloso, Lucas Mascareña, Maite Lanata, Sandra Mihanovich, Arturo Goetz e Claudia Fontán.

## Un mundo mejor
- Diretto da: Adrián Caetano
- Scritto da: Patricio Vega
- Rating: 9.2%[2]

### Trama
In questo episodio partecipano: Rodrigo de la Serna, Leticia Brédice, Alejandro Urdapilleta, Manuel Vicente, Daniel Valenzuela, Ariel Staltari, Santiago Pedrero, Diego Echegoyen e Luciano Cáceres.